# Lemonade
Lemonade är det sjätte studioalbumet från den amerikanska sångerskan Beyoncé. Albumet, som släpptes den 23 april 2016 av Parkwood Entertainment och ges ut av Columbia Records, är hennes andra "visuella album", efter 2013 års Beyoncé. Till skillnad från Beyoncé, där varje spår hade en egen musikvideo, sändes en timme lång film på HBO i samband med skivsläppet för Lemonade. Konceptet beskrevs av Tidal som "varje kvinnas resa  av självkännedom och läkande." Lemonade har samproducerats med en lång rad artister, och innehåller sång från bland andra James Blake, Kendrick Lamar, The Weeknd och Jack White.
Lemonade blev tillgänglig för strömning den 23 april genom Tidal, en strömningstjänst som Beyoncé själv är delägare i, och släpptes dagen därpå för nedladdning genom tjänsten. Det släpptes på iTunes Store den 25 april och i ute skivhandeln den 6 maj. Skivsläppet följer den tidigare singeln "Formation" som kom ut 6 februari 2016. Albumet följdes av Beyoncés turné The Formation World Tour.
Lemonade anses vara ett av de bästa albumen genom tiderna, och är det mest hyllade studioalbumet i Beyoncés karriär. Albumet var musikkritikers bästa album 2016, och utsågs till 2010-talets bästa album av publikationer som Associated Press. 2020 placerades albumet på plats 32 på Rolling Stones 500 Greatest Albums of All Time-lista.

## Spårlista
| 1.           | Pray You Catch Me                    | Kevin Garrett Beyoncé Knowles James Blake | Garrett Knowles                                       | 3:16  |
| 2.           | Hold Up                              | Thomas Wesley Pentz Ezra Koenig Knowles Emile Haynie Joshua Tillman Uzoechi Emenike Sean "Melo-X" Rhoden Doc Pomus Mort Shuman DeAndre Way Antonio Randolph Kelvin McConnell Brian Chase Karen Orzolek Nick Zinner | Diplo Knowles Koenig                                  | 3:41  |
| 3.           | Don't Hurt Yourself (med Jack White) | Jack White Knowles Diana Gordon James Page Robert Plant John Paul Jones John Bonham | White Knowles Derek Dixie [a]                         | 3:54  |
| 4.           | Sorry                                | Gordon Rhoden Knowles | Melo-X Knowles Gordon Hit-Boy [a] Stuart White [b]    | 3:53  |
| 5.           | 6 Inch (med The Weeknd)              | Abel Tesfaye Knowles Danny Schofield Benjamin "Ben Billions" Diehl Terius Nash Ahmad Balshe Jordan Asher David Portner Noah Lennox Brian Weitz Burt Bacharach Hal David                                            | Danny Boy Styles Ben Billions Knowles Boots Dixie [b] | 4:20  |
| 6.           | Daddy Lessons                        | Gordon Knowles Kevin Cossom Alex Delicata | Knowles Dixie [a] Delicata [a]                        | 4:48  |
| 7.           | Love Drought                         | Mike Dean Ingrid Burley Knowles | Dean Knowles                                          | 3:57  |
| 8.           | Sandcastles                          | Vincent Berry II Knowles Malik Yusef Midian Mathers | Knowles Vincent Berry                                 | 3:03  |
| 9.           | Forward (med James Blake)            | Blake Knowles | Blake Knowles                                         | 1:19  |
| 10.          | Freedom (med Kendrick Lamar)         | Jonathan Coffer Knowles Carla Marie Williams Dean McIntosh Kendrick Duckworth Frank Tirado Alan Lomax John Lomax, Sr.                                                                                              | Coffer Knowles Just Blaze                             | 4:50  |
| 11.          | All Night                            | Pentz Knowles Timothy Thomas Theron Thomas Ilsey Juber Akil King Aman Tekleab Jaramye Daniels André Benjamin Patrick Brown Antwan Patton Ricky Anthony                                                             | Diplo Knowles Henry Allen [a]                         | 5:22  |
| 12.          | Formation                            | Khalif Brown Jordan Frost Ashton Hogan Michael Len Williams II Knowles | Mike WiLL Made-It Knowles Pluss [a]                   | 3:26  |
| Total längd: | Total längd:                         | Total längd: | Total längd:                                          | 45:49 |

| 1. | Lemonade | Khalil Joseph Knowles Melina Matsoukas Todd Tourso Dikayl Rimmasch Jonas Åkerlund Mark Romanek | 1:05:22 |

- ^[a]  anger en medproducent.
- ^[b]  anger en ytterligare skivproducent.